# Damon McMahon
Damon McMahon est un musicien de rock indépendant américain et le membre principal du projet musical Amen Dunes. Originaire de Philadelphie, il est actuellement[Quand ?] basé à Los Angeles.

## Jeunesse et formation
Damon McMahon est né à Philadelphie et a grandi à Weston, dans le Connecticut,. Sa mère, Thea Duell, était peintre, sculptrice, avocate chez Morgan, Lewis &amp; Bockius et directrice d'une société immobilière à New York, elle est décédée le 27 juin 2018. Elle était juive américaine et enfant de survivants de l'Holocauste. Son père est un « membre de la classe ouvrière » catholique irlandais de Philadelphie. Damon McMahon a fréquenté le Swarthmore College, la même école que sa mère, où il a étudié le chinois et la littérature anglaise.

## Carrière
Damon McMahon a d'abord fait partie du groupe éphémère Inouk. Créé à Philadelphie, ce groupe était composé de Damon McMahon à la guitare et au chant, de son frère Alexander à la guitare, au clavier et au chant, de Ian Fenger à la guitare solo, de Jesse Johnson à la basse et au chant et de Glen Brasile à la batterie . En 2004, Inouk a sorti un EP de 4 chansons enregistré par Chris Zane intitulé Search For The Bees publié chez Say Hey Records, suivi d'un album complet intitulé No Danger en 2004 ,.
Il a également enregistré un album solo sous son propre nom intitulé Mansions chez Astralwerks.

## Vie privée
L'artiste vit actuellement à Los Angeles. Il vivait auparavant dans le quartier new-yorkais de Brooklyn .
En décembre 2018, les déclarations faites en 2014 par McMahon dans une interview avec No Fear of Pop ont provoqué l'émoi dans les réseaux sociaux ,. Dans l'entretien, McMahon a déclaré qu'il ne souhaitait pas collaborer avec des musiciennes, en disant : « Je ne pense pas que mon énergie fonctionnerait avec elles. Je veux dire, j'aime les femmes, et j'ai beaucoup d'amies, mais je ne pense pas que mon énergie fonctionnerait avec une femme. Je ne sais pas, je ne peux pas l'imaginer, en fait. Ce n'est tout simplement pas dans mon humeur, et je ne veux pas dire cela d'une manière médisante ou critique ; Je pense simplement que chimiquement ça ne peut pas fonctionner » .
McMahon a répondu aux critiques qui lui étaient faites dans un message sur la page Facebook d'Amen Dunes. Il a révélé qu'il avait été abusé sexuellement par deux femmes différentes d'âge adulte au cours de son enfance et son adolescence, entre 9 et 18 ans. Il a déclaré : « Quand j'ai atteint l'âge de comprendre et que j'ai eu le courage d'analyser et d'admettre ce qui m'était arrivé, Amen Dunes a été pour moi une sorte d'auto-thérapie. C'était pour moi le seul espace sûr où je pouvait explorer les sentiments et les traumatismes de l'enfance, et ainsi commencer à essayer de retrouver mon identité et ma sexualité d'homme ».
Il a ajouté : « Aujourd’hui, je me rends compte que cette réponse, sortie de son contexte, était mal formulée. À l'époque, je n'étais pas capable de parler de ce qui m'était arrivé. Je souffrais encore de ce traumatisme ».
La mise en exergue sur les réseaux sociaux des anciennes déclarations de McMahon sorties de leur contexte a été cité comme un exemple de la cancel culture .

## Discographie

### Albums solos
- Mansions (2006)

### Avec Inouk
- Search for the Bees (2004) - EP [10]
- No Danger (2004)

### Avec Amen Dunes
- D.I.A. (2009)
- Through Donkey Jaw (2011)
- Spoiler (2013)
- Love (2014)
- Freedom (2018)